# Carnassiali

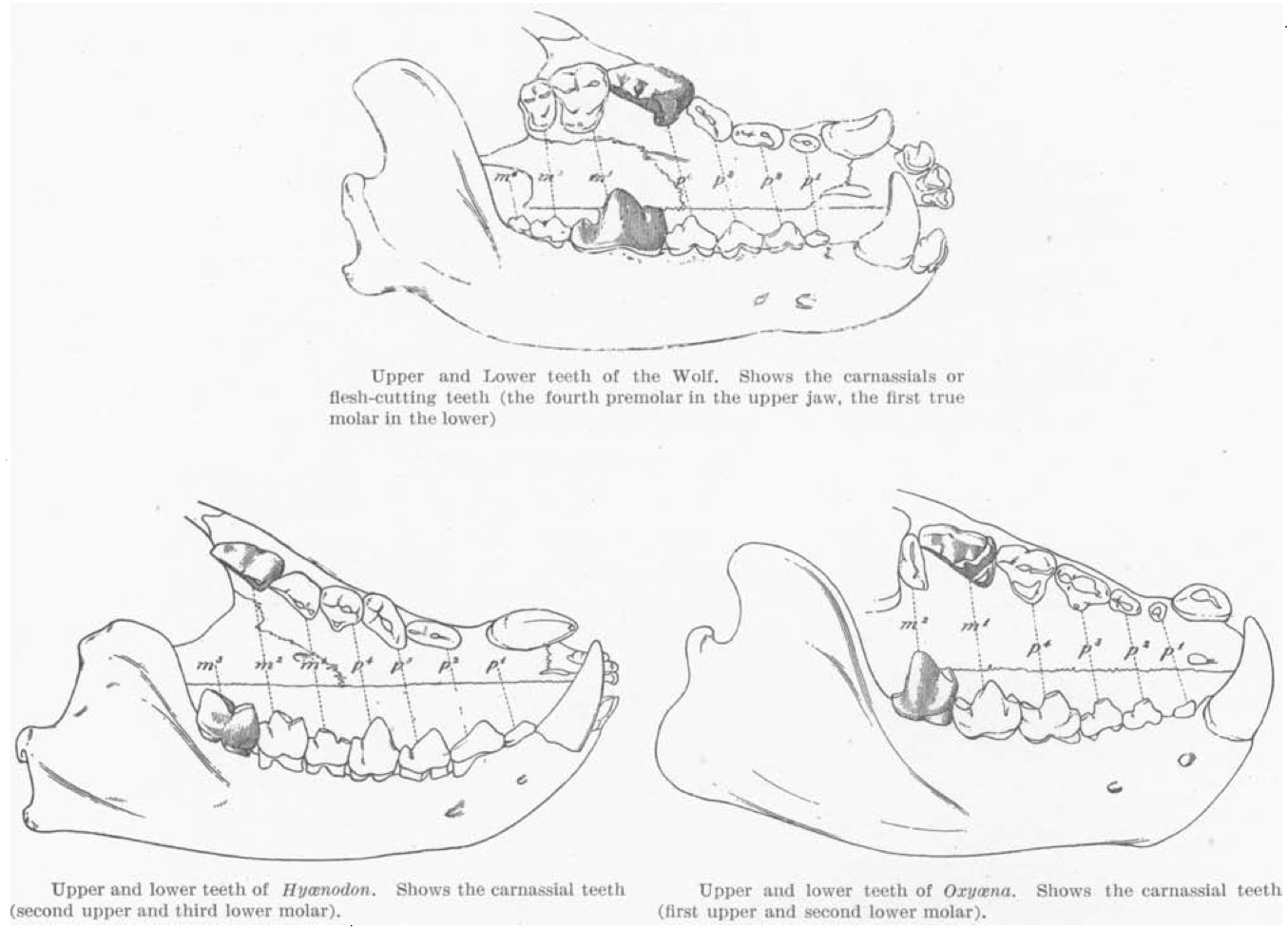
Carnassiali evidenziati d'un lupo, un Hyaenodon ed un Oxyaena

I carnassiali, detti anche denti ferini, fanno parte della dentatura dei mammiferi carnivori e onnivori.

## Denti carnassiali
I denti carnassiali, chiamati così perché utilizzati per triturare e strappare la carne durante la masticazione, svolgono una funzione fondamentale nel procedimento alimentare dei felini: essi, infatti, sono comandati da precisi meccanismi rotatori della bocca, che consente loro di smuovere la carne dura e separarla da quella più morbida nella bocca, e sminuzzandola con forza più facilmente; quando il boccone di carne è piccolo, i felini adottano anche il semplice sistema di taglio del cibo attraverso i loro primi molari e i loro quarti premolari. Lo stesso meccanismo è utilizzato anche dagli altri animali dell'ordine Carnivora, eccetto gli orsi.

## Animali con i denti carnassiali
Come già detto, tutti i rappresentanti dell'ordine Carnivora possiedono i denti carnassiali. Tra gli animali che hanno questi denti più sviluppati sono:
- tra i felidi, i grandi felini (tigre, leone, giaguaro e leopardo)

- tra i canidi, i canidi che cacciano in branco (lupo, licaone e cuon)

- tra gli ursidi, l'orso polare

- tra gli ienidi, la iena macchiata e la iena striata

- tra i mustelidi e i mefitidi, il ghiottone

- tra gli eupleridi, gli erpestidi e i viverridi, il fossa

- tra i procionidi e gli ailuridi, il procione cancrivoro.